# Archipel de Los Frailes
L’archipel de Los Frailes est une dépendance fédérale du Venezuela. Il est situé au nord-est de ce pays, dans la mer Caraïbe.

## Caractéristiques
L'archipel est formé par dix îles d'origine volcanique, qui occupent une superficie de 192 hectares (1,92 km²) au total. Certaines des îles ont été prénommées par les indiens caraïbes. Elles sont inhabitées, et situées au nord est de l'île Margarita. La plus grande île est Fraile Grande (également appelée « Puerto Real »). Elle a une longueur maximale de 2 200 m et elle dispose d'une superficie de 0,75 km².
Au nord-est de Fraile Grande se trouvent le mont de la Pecha et le mont Blanco. Au nord-ouest de l'archipel se trouvent les îlots de Cominoto et Chaure,,.

## Listes des îles
- Chepere ;
- Guacaraida ;
- Puerto Real ou « île Fraile Grande » ;
- Nabobo ;
- Cominoto ;
- Macarare ;
- Guairiare ;
- Guacaraida ;
- La Balandra ;
- La Peche.

## Bataille navale de Los Frailes
Au cours de la guerre d'indépendance du Venezuela, la bataille navale de Los Frailes se déroule le 2 mai 1816 dans les environs de l'archipel.
L'affrontement a lieu entre une escadrille expéditionnaire républicaine, destinée à débarquer ses troupes au Venezuela, et une escadrille espagnole qui patrouillait dans les eaux des Caraïbes aux alentours de l'archipel. Il s'agit du premier succès militaire du capitaine Luis Brión. Avec l'appui d'autres chefs patriotes de l' « Expedición de Los Cayos », il dirige une escadrille républicaine qui est en supériorité numérique par rapport aux effectifs espagnols, dirigés par les capitaines Iglesias et Ocampo. Les espagnols sont battus et leurs deux bateaux sont capturés : le brigantin Intrépido et une goélette nommée La Rita,,.